# 나스닥 두바이
나스닥 두바이(NASDAQ Dubai)는 아랍에미리트 두바이에 본사를 둔 증권거래소로 중동 지역 및 국제 주식을 상장한다. 

## 연혁
이 거래소는 2005년 9월 26일 두바이 국제금융거래소(DIFX)라는 이름으로 출범했는데, 처음에는 주식과 인덱스 펀드를 상장했다.

## 같이 보기
- 아부다비 증권거래소
- 두바이 금융시장